# Gare de L’Hermitage - Mordelles
Gare de L'Hermitage - Mordelles vasútállomás Franciaországban, L’Hermitage településen.

## Vasútvonalak
Az állomást az alábbi vasútvonalak érintik:
- Párizs–Brest-vasútvonal

## Kapcsolódó állomások
A vasútállomáshoz az alábbi állomások vannak a legközelebb:
- Gare de Rennes (Paris Gare Montparnasse, Párizs–Brest-vasútvonal)
- Gare de Breteil (Gare de Brest, Párizs–Brest-vasútvonal)